# Бернадський Віктор Миколайович
Віктор Миколайович Бернадський (нар. 1890 — пом. 21 червня 1959, Ленінград) — радянський історик, педагог; доктор історичних наук (1955), професор (1956).

## Біографія
Навчаючись в Петербурзькому університеті, був виключений на 4 курсі за участь у студентському русі. Історико-філологічний факультет університету закінчив екстерном у 1912 р., після чого служив у Григорівській учительській семінарії. У 1918 році перебував у складі комісії для організації педагогічних установ на території Антоніївого монастиря у Новгороді.
З 1924 року викладав у Ленінградському педагогічному інституті імені О. І. Герцена (з 1928 — доцент кафедри методики історії, в 1942—1949 — завідувач кафедри історії СРСР, з 1955 — професор). Був заступником директора Інституту з наукової частини (1941—1944) та навчальної частини (1945—1946). Одночасно в 1943—1946 рр. — доцент кафедри історії СРСР історичного факультету Ленінградського університету.
Помер 1959 року, похований на Серафимовському кладовищі.

### Сім'я
Діти:
- Олена Вікторівна Бернадська (1918—2004), історик-медієвіст, книгознавець, бібліограф відділу рукописів російської національної бібліотеки (з 1955 по 1979)[4].
- Сергій Вікторович Бернадський (1932—2002), історик, дисидент; був одружений з філологом Наталею Телетовою.

## Наукова діяльність
Галузь наукових інтересів — історія Росії (в тому числі Новгородських земель) періоду феодалізму, а також історія Санкт-Петербурга — Ленінграда. Розробляв питання методики викладання історії в школі.
У 1939 році захистив кандидатську, у 1955 р. — докторську дисертацію.
Автор понад 30 наукових праць.

### Основні наукові праці
Джерело — електронні каталоги РНБ [Архівовано 3 березня 2016 у Wayback Machine.]
- Андреевская Н. В., Бернадский В. Н. Методика преподавания истории в семилетней школе : [учеб. пособие для учительских ин-тов]. — М. : Учпедгиз, 1947. — 216 с. — 100000 прим.
- Бернадский В. Н. [главы по русской истории] // История : Эпоха феодализма : Учебник для средней школы, 6—7 годы обучения. — Харьков; Киев : Радянська школа, 1933. — 23 березня.
- Бернадский В. Н. Господин Великий Новгород : Очерки по истории Новгорода. — М.; Л. : Учпедгиз, 1936. — 100 с. — (Б-ка по истории для средн. школы) — 20000 прим.
- Бернадский В. Н. Грозная слава Урала : Из истории урал. металлургии. — [Челябинск] : Челябгиз, 1943. — 40 с. — 5000 прим.
- Бернадский В. Н. Новгород и Новгородская земля в XV веке. — М.; Л. : Изд-во АН СССР, 1961. — 395 с. — 1600 прим.
- Бернадский В. Н., Волк С. С., Вяткин М. П. и др. Очерки истории Ленинграда / Ред. М. П. Вяткин. — М.; Л. : Изд-во АН СССР, 1955. — Т. 1 : Период феодализма (1703—1861 гг.). — 896 с. — 10000 прим.
- Бернадский В. Н., Сукновалов А. Е. Историческое прошлое Ленинграда : Книга для внеклассного чтения учащихся 8—10 классов. — Л. : Учпедгиз, 1958. — 255 с. — 20000 прим.
  - Историческое прошлое и настоящее Ленинграда : Книга для чтения в 8—11 классах. — Л. : Учпедгиз, 1960. — Т. 1 [Историческое прошлое Ленинграда], Т. 2 [Картины истории и жизни города]. — 466 с. — 25000 прим.
- Трахтенберг О. В., Бернадский В. Н., Гуковский А. И. В Московской Руси XVII века. — М. : Гос. учеб-педагог. изд, 1931. — 144 с. — (Рабочая школьная б-ка : Серия по обществоведению) — 10000 прим.

## Нагороди
- Медаль «За оборону Ленінграда»
- Медаль «За доблесну працю»
- значок «Відмінник освіти»